# Championnats du monde de cyclo-cross 1984
Navigation
Édition précédente Édition suivante
Les championnats du monde de cyclo-cross 1984 ont lieu les 18 et 19 février 1984 à Oss aux Pays-Bas. Trois épreuves masculines sont au programme.

## Podiums
| Épreuves | Or              | Argent             | Bronze          |
| -------- | --------------- | ------------------ | --------------- |
| Élites   | Roland Liboton  | Hennie Stamsnijder | Albert Zweifel  |
| Amateurs | Radomír Šimůnek | Miloslav Kvasnička | Frank van Bakel |
| Juniors  | Ondrej Glajza   | Robert Dane        | Richard Koberna |

## Résultats

### Classement des élites
| Pos. | Cycliste            | Pays                 | Temps           |
| ---- | ------------------- | -------------------- | --------------- |
|      | Roland Liboton      | Belgique             | 1 h 08 min 18 s |
|      | Hennie Stamsnijder  | Pays-Bas             | + 0:00          |
|      | Albert Zweifel      | Suisse               | + 0:00          |
| 4    | Robert Vermeire     | Belgique             | + 0:19          |
| 5    | Johan Ghyllebert    | Belgique             | + 0:53          |
| 6    | Rein Groenendaal    | Pays-Bas             | + 1:09          |
| 7    | Paul De Brauwer     | Belgique             | + 1:37          |
| 8    | Claude Michely      | Luxembourg           | + 1:38          |
| 9    | Reimund Dietzen     | Allemagne de l'Ouest | + 2:00          |
| 10   | Cees van der Wereld | Pays-Bas             | + 2:06          |

### Classement des amateurs
| Pos. | Cycliste             | Pays            | Temps           |
| ---- | -------------------- | --------------- | --------------- |
|      | Radomír Šimůnek      | Tchécoslovaquie | 1 h 05 min 24 s |
|      | Miloslav Kvasnička   | Tchécoslovaquie | + 0:03          |
|      | Frank van Bakel      | Pays-Bas        | + 0:20          |
| 4    | Radovan Fořt         | Tchécoslovaquie | + 0:26          |
| 5    | Grzegorz Jaroszewski | Pologne         | + 0:41          |
| 6    | Mathieu Hermans      | Pays-Bas        | + 0:53          |
| 7    | Peter Hric           | Tchécoslovaquie | + 0:53          |
| 8    | Hans Boom            | Pays-Bas        | + 0:55          |
| 9    | Ludo De Rey          | Belgique        | + 0:55          |
| 10   | Vito Di Tano         | Italie          | + 1:16          |

- Le coureur belge Ivan Messelis, initialement quatrième, a été disqualifié pour dopage.

### Classement des juniors
| Pos. | Cycliste        | Pays            | Temps       |
| ---- | --------------- | --------------- | ----------- |
|      | Ondrej Glajza   | Tchécoslovaquie | 48 min 05 s |
|      | Robert Dane     | Grande-Bretagne | + 0:16      |
|      | Richard Koberna | Tchécoslovaquie | + 0:41      |
| 4    | Josef Jiřička   | Tchécoslovaquie | + 0:53      |
| 5    | Johan Reumer    | Pays-Bas        | + 0:53      |
| 6    | Hans Hietbrink  | Pays-Bas        | + 1:11      |
| 7    | Dieter Runkel   | Suisse          | + 1:28      |
| 8    | Johnny Blomme   | Belgique        | + 1:42      |
| 9    | Henrik Djernis  | Danemark        | + 1:55      |
| 10   | Beat Wabel      | Suisse          | + 1:53      |

## Tableau des médailles
| Rang | Nation          | Or | Argent | Bronze | Total |
| ---- | --------------- | -- | ------ | ------ | ----- |
| 1    | Tchécoslovaquie | 2  | 1      | 1      | 4     |
| 2    | Belgique        | 1  | 0      | 0      | 1     |
| 3    | Pays-Bas        | 0  | 1      | 1      | 2     |
| 4    | Grande-Bretagne | 0  | 1      | 0      | 1     |
| 5    | Suisse          | 0  | 0      | 1      | 1     |